# フョードル・シャリアピン
フョードル・イワノヴィッチ・シャリアピン（ロシア語: Фёдор Ива́нович Шаля́пин、ラテン文字転写: Fyodor Ivanovich Chaliapin、1873年2月13日 - 1938年4月12日）は、20世紀前半に活躍したロシア出身のオペラ歌手である。
声域はバス。力に満ち溢れ、柔らかな美声とともに、舞台人としての精神、心理的描写に卓越した表現法で「歌う俳優」とも呼ばれた。シャリアピンは、オペラの歴史において偉大な名手のひとりと目され、オペラにおける自然な演技の伝統的様式を洗練させたと見做される。

## 生涯
1873年2月13日（露暦2月1日）ロシア帝国のカザンに生まれる。父親は小役人であり、少年期になると靴屋の徒弟や旋盤工、筆耕などとして働いていた。17歳で地方の小歌劇団の合唱員として歌い始め、徐々に役を獲得していった。1892年から1893年にかけて、トビリシで初めて専門的に声楽を学ぶ。以後、オペラ歌手として本格的に活動を開始し、1894年からサンクトペテルブルクの帝室マリインスキー劇場に所属した。さらにモスクワに移り、マモントフ私立歌劇場、次いで1899年にボリショイ劇場に招かれる。マモントフ・オペラではセルゲイ・ラフマニノフと出会い、生涯の友情を結んだ。ボリショイでは、1914年まで定期的に出演し、代表的なロシア・オペラの主役を次々に演じ、時代を代表するバス歌手としての地位を不動のものとした。
1901年から外国公演を開始し、1901年と1904年にミラノ・スカラ座に出演した。1901年公演では、トスカニーニ指揮の下、ボイトの『メフィストーフェレ』に出演。1907年から1908年ニューヨーク・メトロポリタン歌劇場に出演する。このときのメトロポリタンでの評判は今一つであったが、後に1921年に公演した際は、大成功を収めた。ディアギレフらによって、1907年、1908年、1909年、1912年、パリに、そして1913年、ロンドンに招かれ、リサイタルを行って人気を博した。そこではロシア民謡も多く歌った。また、この間「ボリス・ゴドゥノフ」の主役を演じ、その名声を確立した。
1917年ロシア革命が勃発すると、当初シャリアピンは、その世界的名声からソビエト政権によって偉大な芸術家として処遇された。しかし、シャリアピン自身は反ソ的ではないと言明していたにもかかわらず、ソビエト政権への不同意を理由に不遇をかこつようになり、1921年祖国から亡命することを余儀なくされた。以後、パリに住み、世界各地で公演を行う。
1933年、映画『ドン・キホーテ』（パープスト監督）に主演。

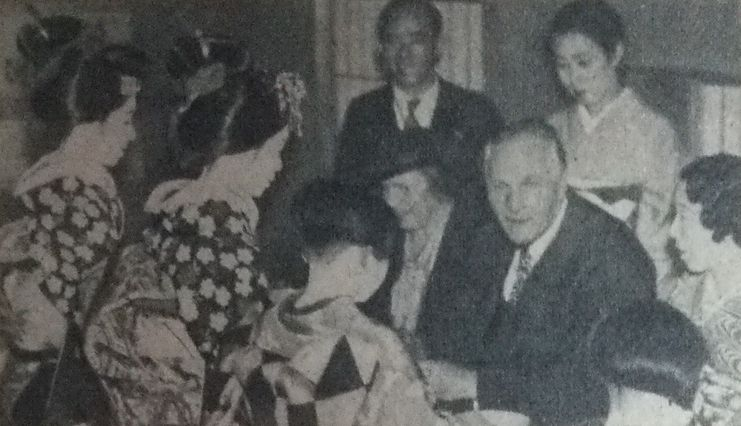
訪日時の様子

日本には1936年1月に夫人や令嬢を伴って訪日。東京、名古屋、大阪で公演した。既に白髪で老人の顔となっており関係者に不安感を与えたが、公演を重ねるにつれ次第に調子を上げ、クラシックファンは勿論、多くの大衆を巻き込んだ一大センセーションを巻き起こした。
朝日新聞大阪本社を訪れた際には、船中で覚えたというカタカナを使い芳名録にサインを行っている。
1938年4月12日パリで死去。65歳没。17区のバチニョル墓地（Cimetière des Batignolles）に埋葬されたが、1984年にモスクワ市内のノヴォデヴィチ墓地に改葬された。

## 録音

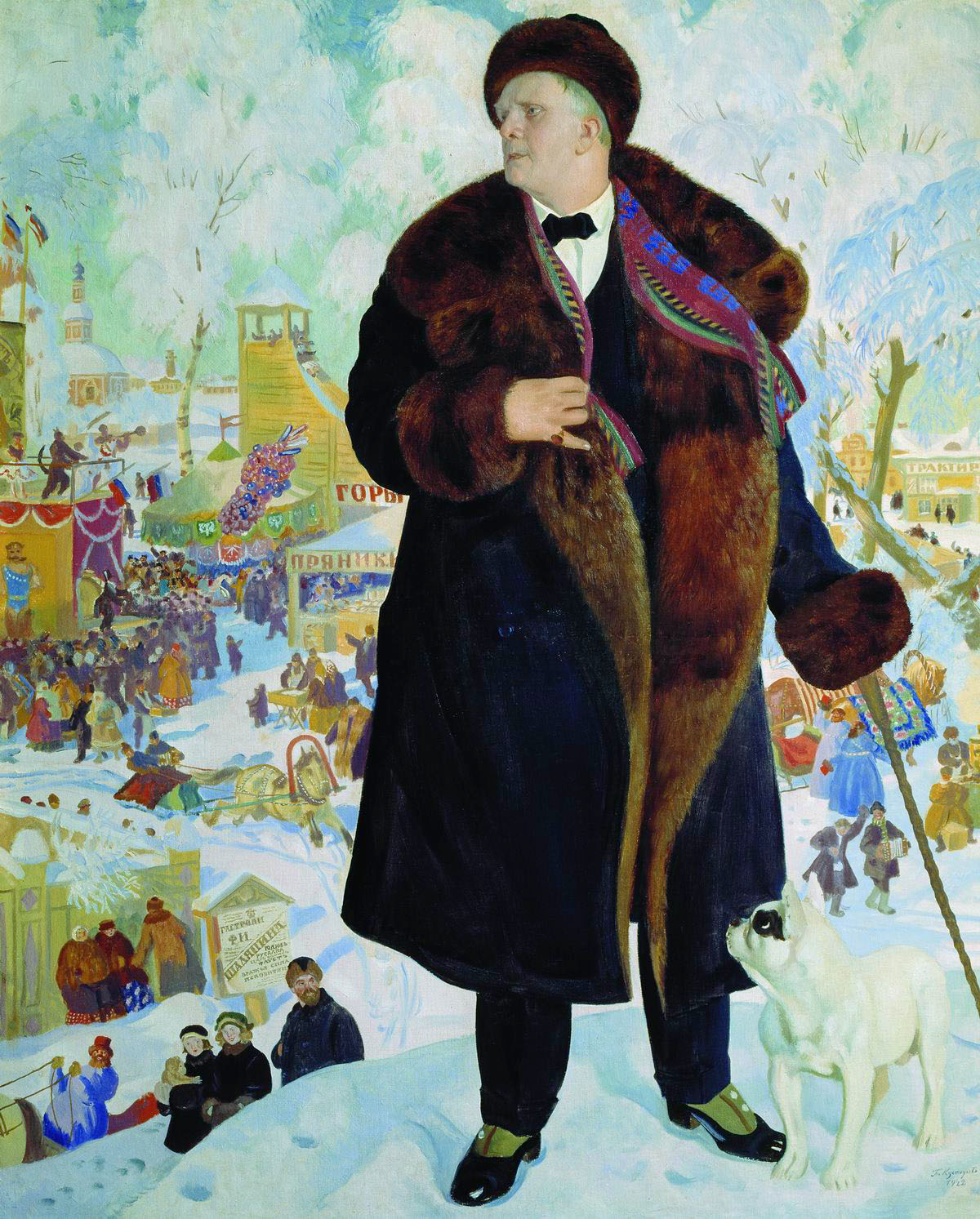
ボリス・ゴドゥノフを演ずるシャリアピン（1921年）。クストーディエフによる肖像画。

シャリアピンの最も有名な役柄は、『ボリス・ゴドゥノフ』の主役（1929年 - 1931年録音）であるが、 ニコライ・リムスキー＝コルサコフの『イワン雷帝』（『プスコフの乙女』の改題）、グノーの『ファウスト』のメフィストフェレス役、ジュール・マスネの『ドン・キショット』なども有名である。また、モデスト・ムソルグスキーの『ボリス・ゴドゥノフ』、ミハイル・グリンカの『皇帝に捧げた命（イワン・スサーニン）』、アレクサンドル・ボロディンの『イーゴリ公』、コルサコフの『皇帝の花嫁』などのロシア・オペラの各作品は、シャリアピンの公演により諸外国に知名度を拡大することとなった。シャリアピンは、「蚤の歌」、「ヴォルガの船引き歌」などの作品のレコーディングにも取り組み、現在200以上の作品が残存している。

## 自伝
つぎの2点ほかの訳書がある。
- 近藤柏次郎訳：「シャリアピン自伝 私の生い立ち」、共同通信社 FM選書 (1983/5) ISBN 978-4-7641-0129-6
- 内山敏・久保和彦訳：「シャリアピン自伝 蚤の歌」、共同通信社 FM選書28 (1983/4) ISBN 978-4-7641-0128-9

原著の発刊は、「私の生い立ち」が1926年、「蚤の歌」が1932年で、後者は、ゴーリキーの協力で刊行した。

## 備考

### シャリアピン・ステーキの由来
1936年（昭和11年）の日本滞在中、シャリアピンは歯の状態に悩んでいた。宿泊先の帝国ホテルのレストラン「ニューグリル」の料理長であった筒井福夫は、シャリアピンの要望に答えるため柔らかいステーキを作る調理法を考案した。肉をたたいて薄く延ばし、それを玉ねぎに漬け込んで柔らかくして焼き上げ、更にみじん切りの炒め玉ねぎをかけて供した。シャリアピンはそれを気に入ったとされている。帝国ホテルは、その料理をシャリアピンの名前から「シャリアピン・ステーキ」と名づけた。

### その他
小惑星「シャリアピン」はシャリアピンの名前にちなんで命名された。